# Walterus Nyng
Walterus Nyng (fl. 1304/5), foi um membro do parlamento inglês.
Ele foi um membro (MP) do Parlamento da Inglaterra por Lewes em 1304/5.